# ژرمن دو راندامی
ژرمن دو راندامی (انگلیسی: Germaine de Randamie؛ زادهٔ ۲۴ آوریل ۱۹۸۴) فوتبالیست بازنشسته، افسر پلیس، بوکسور و ورزشکار هنرهای رزمی ترکیبی  اهل پادشاهی هلند است.
او که در مبارزات مجاز کیک بوکسینگ شکست‌ناپذیر بود، در بخش خروس وزن زنان مسابقات قهرمانی نهایی مبارزه (سازمان یواف‌سی) رقابت کرد و اولین قهرمان پر وزن زنان یواف‌سی بود. پیش از پیوستن به یواف‌سی، دِ راندامی در بخش پر وزن استرایک‌فورس رقابت می‌کرد.